# فرودگاه صحرایی فوربز
فرودگاه صحرایی فوربز (به انگلیسی: Forbes Field (airport)) یک فرودگاه همگانی بهره‌برداری هوایی با کد یاتا FOE است که یک باند فرود بتن دارد و طول باند آن ۳۹۰۲ متر است. این فرودگاه در شهر توپیکا کشور ایالات متحده آمریکا قرار دارد و در ارتفاع ۳۲۹ متری از سطح دریا واقع شده است.